# Contea di Morgan (Tennessee)
La contea di Morgan in inglese Morgan County è una contea dello Stato del Tennessee, negli Stati Uniti. La popolazione al censimento del 2000 era di 19 757 abitanti. Il capoluogo di contea è Wartburg.